# 2205 Glinka
2205 Glinka (1973 SU4) là một tiểu hành tinh vành đai chính được phát hiện ngày 27 tháng 9 năm 1973 bởi L. I. Chernykh ở Đài vật lý thiên văn Crimean. Nó được đặt theo tên the Russian composer Mikhail Glinka.